# Aaron Scheinmann
Aaron Scheinmann, auch Schejnmann (russisch Арон Львович Шейнман, wissenschaftliche Transliteration Aron Lvovič Šejnman; * 24. Dezember 1885jul. / 5. Januar 1886greg. in Suwałki, Russisches Kaiserreich; † 22. Mai 1944 in London, Vereinigtes Königreich) war ein sowjetischer Politiker und Präsident der Zentralbank der Sowjetunion.

## Leben
1917 war Scheinmann Vorsitzender im Sowjet von Helsinki. Nach der Niederlage der Roten im finnischen Bürgerkrieg wurde Schejnmann 1920 kurzzeitig in der Demokratischen Republik Georgien als Vertreter der RSFSR eingesetzt.
Bereits Ende 1920 wieder als Finanzfachmann wurde er Mitglied im Volkskommissariat für Finanzen der Sowjetunion. Ab 1921 bis 1924 war er Präsident der Zentralbank der Sowjetunion. Nach seiner Entlassung 1924 berief man ihn aber 1926 bis 1929 erneut zum Präsidenten der Zentralbank.
1929 bis 1933 arbeitete Scheinmann als Vorsitzender der Amtorg Trading Corporation in New York City. Ab 1933 war er bei Intourist in London angestellt und besetzte von 1937 bis 1939 den Posten des Direktors. Nach seiner Abberufung kam er der Aufforderung zur Rückkehr nach Moskau nicht nach. Er blieb in London.
1939 wurde Scheinmann die britische Staatsbürgerschaft verliehen.